# Pierre Gabriel Boucher-Lefebvre
Pour les articles homonymes, voir Boucher et Lefèbvre.
Cet article possède un paronyme, voir Pierre Boucher.
 Pierre Gabriel Ghislain Joseph (dit Gabriel) Boucher-Lefebvre, né à Tournai, le 23 mars 1773 et y décédé le 1er janvier 1833, est un homme politique belge francophone.

## Biographie
Pierre Gabriel Boucher est le fils de Pierre Raphaël Joseph Boucher, marchand-fabricant, et de Jeanne Robertine Pétillon. Il épouse sa nièce Jeanne Robertine Lefebvre, sœur de Marc Lefebvre-Meuret.
Il devient directeur des hospices bourgeois de Tournai (1822-1832) et conseiller communal de Tournai (1825-1830). Il est élu sénateur unioniste de l'arrondissement de Tournai le 5 novembre 1832.
Par arrêté royal du 31 octobre 1831, l'église Saint-Jean-Baptiste de Tournai est autorisée à recevoir un don de 815 florins de Boucher-Levebvre, pour financer onze messes par an avec les intérêts.

## Sources
- Le Parlement Belge 1831-1894. Données Biographiques, Bruxelles, Académie Royale de Belgique, Jean-Luc De Paepe, Christiane Raindorf-Gérard, 1996.